# Nacho Martínez
Pour les articles homonymes, voir Martínez.
Nacho Martínez est un acteur espagnol asturien né le 8 juillet 1952 à Mieres et mort le 24 juillet 1996 à Oviedo.

## Biographie
Après des études de Philosophie et de Lettres à l'Université d'Oviedo, il s'installe à Madrid en 1984 où sa voix belle et grave lui permet de devenir acteur de doublage pour Richard Gere, Richard Chamberlain ou Sylvester Stallone.
Pedro Almodóvar lui offre le rôle-titre du torero criminel Diego dans Matador en 1986 : le réalisateur est conquis par sa « noblesse virile [...], une espèce de poids, de gravité » et offrira deux autres rôles à son ami, dans La Loi du désir et Talons aiguilles.
Il a joué pour d'autres grands réalisateurs espagnols tels Montxo Armendáriz, Miguel Picazo, Fernando Fernán Gómez, Manuel Gutiérrez Aragón ou Vicente Aranda, avant de mourir d'une pancréatite à 44 ans.

## Filmographie partielle
- 1984 : Tasio de Montxo Armendáriz - le frère de Tasio
- 1985 : Extramuros de Miguel Picazo
- 1985 : Le Château d'Ulloa de Gonzalo Suárez - Gabriel
- 1986 : Matador de Pedro Almodóvar - Diego
- 1986 : El viaje a ninguna parte de Fernando Fernán Gómez
- 1986 : L'Autre moitié du ciel de Manuel Gutiérrez Aragón - Delgado
- 1987 : La Loi du désir de Pedro Almodóvar - le docteur Martín
- 1990 : Los jinetes del alba de Vicente Aranda - Juan
- 1991 : Talons aiguilles de Pedro Almodóvar - Juan

## Prix Nacho Martínez
Depuis 2002, un prix national honorifique du Festival international du film de Gijón porte le nom de l'acteur asturien.
- 2002 : Juan Echanove
- 2003 : Gonzalo Suárez
- 2004 : Eusebio Poncela
- 2005 : Assumpta Serna
- 2006 : Maribel Verdú
- 2007 : Marisa Paredes
- 2008 : Mercedes Sampietro
- 2009 : Ángela Molina
- 2010 : Charo López
- 2011 : Montxo Armendáriz
- 2012 : Luis San Narciso
- 2013 : Carmelo Gómez
- 2014 : Imanol Arias
- 2015 : José Sacristán
- 2016 : Lluís Homar
- 2017 : Verónica Forqué[2]